# Ramsey (Illinois)
Ramsey es una villa situada en el condado de Fayette, Illinois, Estados Unidos. Tiene una población estimada, a mediados de 2023, de 895 habitantes.

## Geografía
La localidad está ubicada en las coordenadas 39°8′44″N 89°6′37″O / 39.14556, -89.11028 (39.145659, -89.110269). Según la Oficina del Censo, tiene una superficie de 2.88 km², correspondientes en su totalidad a tierra firme.

## Demografía
Según el censo de 2020, en ese momento había 911 personas residiendo en la localidad. La densidad de población era de 316.32 hab./km². El 95.83% de los habitantes eran blancos, el 0.33% eran afroamericanos, el 0.33% eran amerindios, el 0.11% era de otra raza y el 3.40% eran de una mezcla de razas. Del total de la población, el 1.10% eran hispanos o latinos de cualquier raza.